# 세가 치히로
세가 치히로(Chihiro)는 세가와 마이크로소프트가 엑스박스를 기반으로 개발한 아케이드 시스템 기판이다.
치히로는 엑스박스와 동일한 733MHz의 인텔 펜티엄 3 CPU, 엔비디아의 XChip 그래픽 프로세서를 사용하지만 메모리는 업그레이드 모듈을 사용하여 64MB 이상 설치할 수 있는데 아웃런 2의 경우 512MB의 메모리가 사용되었다. 또 소프트웨어 공급매체로 엑스박스가 DVD-ROM을 사용하는 것에 비해 치히로는 세가의 GD-ROM을 사용했다.
치히로는 Xbox와 거의 동일한 사양으로 서로의 게임 이식을 손쉽게 할 수 있었으며 2006년까지 세가의 핵심 기판으로 사용되었으나 마이크로소프트와의 라이선스가 끝나, 생산이 중단되었고 세가 린드버그로 이행하고 있다.

## 사양
- CPU : 인텔 펜티엄 III 733MHz (133MHz FSB, L2 캐시 128KB)
- 램 : 업그레이드 모듈, 64MB 이상
- 그래픽 : 엔비디아 XChip 200MHz (지포스 3 기반)
  - 성능 : 최대 초당 125M 폴리곤, 초당 4G 픽셀 렌더링
  - 기능 : 버텍스/픽셀 셰이더, 하드웨어 T&L, 5점(Quincunx) FSAA, 이방성(Anisotropic) 필터링, 범프 맵핑
- 사운드
  - 사이러스 로직 CS4630 : 20비트 DAC, Sensaura 3D 사운드, DLS 호환 미디, MP3 가속
  - 엔비디아 엔포스 : 실시간 돌비 디지털 5.1 인코딩
- 미디어 : 세가 GD-ROM

## 게임

### 치히로
- 크레이지 택시 3: 하이 롤러 — (2002)
- 아웃런 2 — (2003)
- 더 하우스 오브 데드 III — (2003)
- 버추어 캅 3 — (2003)
- 만안 미드 나이트: 맥스멈 툰 (2003, 2004)
- 고스트 스쿼드 — (2004)
- 올리 킹 — (2004)
- 아웃런 2 스페셜 투어스 — (2004)
- 기동전사 건담 배틀 오퍼레이팅 시뮬레이터 — (2005)

### 치히로 새틀라이트 터미널
- 세가 네트워크 대전 마작 MJ2 — (2003)
- 퀘스트 오브 D — (2004)
- 퀘스트 오브 D Ver. 1.10 — (2004)
- 퀘스트 오브 D Ver. 1.20 — (2004)
- 세가 골프 클럽 네트워크 프로 투어 — (2004)
- 삼국지 대전 — (2005)
- 세가 골프 클럽 네트워크 프로 투어 버전 2005 — (2005)
- 세가 네트워크 대전 마작 MJ3 — (2005)
- 퀘스트 오브 D Ver. 2.0 — (2005)
- 기동전사 건담 0079 - 카드 빌더 — (2005)
- 세가 골프 클럽 네트워크 프로 투어 버전 2006 - Next Tours — (2006)
- 기동전사 건담 0079 - 카드 빌더 (Ver. 2.00) — (2006)
- 삼국지 대전 2 — (2006)
- 기동전사 건담 0079 - 카드 빌더 (Ver. 2.01) — (2006)
- 세가 네트워크 대전 마작 MJ3 Ver.B — (2006)
- 기동전사 건담 0079 - 카드 빌더 (Ver. 2.02) — (2006)
- 퀘스트 오브 D Ver.3.0 — (2006)
- 퀘스트 오브 D Ver.3.01 — (2006)

### 개발 중인 게임
- 세가 네트워크 대전 마작 MJ3 EVOLUTION — (2006)
- 기동전사 건담 0083 - 카드 빌더 — (2006)